# خیرآباد (سرولایت)
خیرآباد روستایی در دهستان برزنون بخش سرولایت شهرستان نیشابور استان خراسان رضوی ایران است.

## جمعیت
بر پایه سرشماری عمومی نفوس و مسکن در سال ۱۳۹۵ جمعیت این روستا ۲۱۹ نفر (۶۹خانوار) بوده‌است.